# Polubný
Polubný (německy Polaun) je vesnice, část obce Kořenov v okrese Jablonec nad Nisou. Nachází se asi tři kilometry severozápadně od Kořenova. Polubný je také název katastrálního území o rozloze 20,87 km². V katastrálním území Polubný leží i Kořenov.

## Historie
Polubný je od roku 1793, kdy zde byl vysvěcen kostel svatého Jana Křtitele, sídlem farnosti, 19. října 1899 byl povýšen na městys. Obec Polubný se skládala z částí a osad Dolní Polubný, Horní Polubný, Kořenov, Černá Říčka, Zelené Údolí, Ničovy domky, Kobyla, Merklov, Novina, Růžodol, Souš, Václavíkova Studánka. Dolní Polubný byl odtržen od obce Polubný a připojen k Desné roku 1949. Do roku 1959 zde středem řeky Jizery procházela státní hranice s Polskem a tak jsou nyní součástí katastru Polubného i pozemky, které leží na historickém území Slezska.
V obci v 19. století sídlila významná sklárna Josefa Riedela (1816 - 1894), která vyráběla lisované sklo. K jejím nejvýznamnějším výrobkům patřily miniaturní sochy habsburských císařů a vojevůdců, za něž obdržela ocenění na výstavě ve Vídni roku 1888.
Riedlova hrobka v Pustinách se nachází poblíž ozubené železniční trati v samostatné pseudogotické kapli svatého Josefa a Panny Marie s věžičkou.

## Pamětihodnosti
- Památkově chráněný kostel Narození svatého Jana Křtitele
- Hřbitov pod kostelem s množstvím hrobů z doby před rokem 1945 a dvěma pomníky obětí druhé světové války
- Socha svatého Jana Nepomuckého severně od kostela, před domem čp. 230
- Pomník obětem prusko-rakouské války severně od hřbitova
- Symbolický pomník válečným obětem jižně od kostela, u dětského hřiště
- Dřevěný kříž na okraji zástavby, nad domem čp. 951
- Památkově chráněná chalupa če. 1416
- Velké množství dalších cenných staveb jizerskohorské lidové architektury
- Větrný mlýn – nedokončený objekt mlýna, technická památka
- Zrekonstruovaná výtopna vedle železniční stanice Kořenov (výtopna je již na katastru Polubného, zbytek stanice na katastru Kořenova), její obnova byla oceněna zvláštním oceněním Patrimonium pro futuro 2017.[5]

## Osobnosti
- Josef Riedel (1816–1894) – sklář a továrník („korálkový král“), zemřel zde roku 1894.